# Hiram Abif

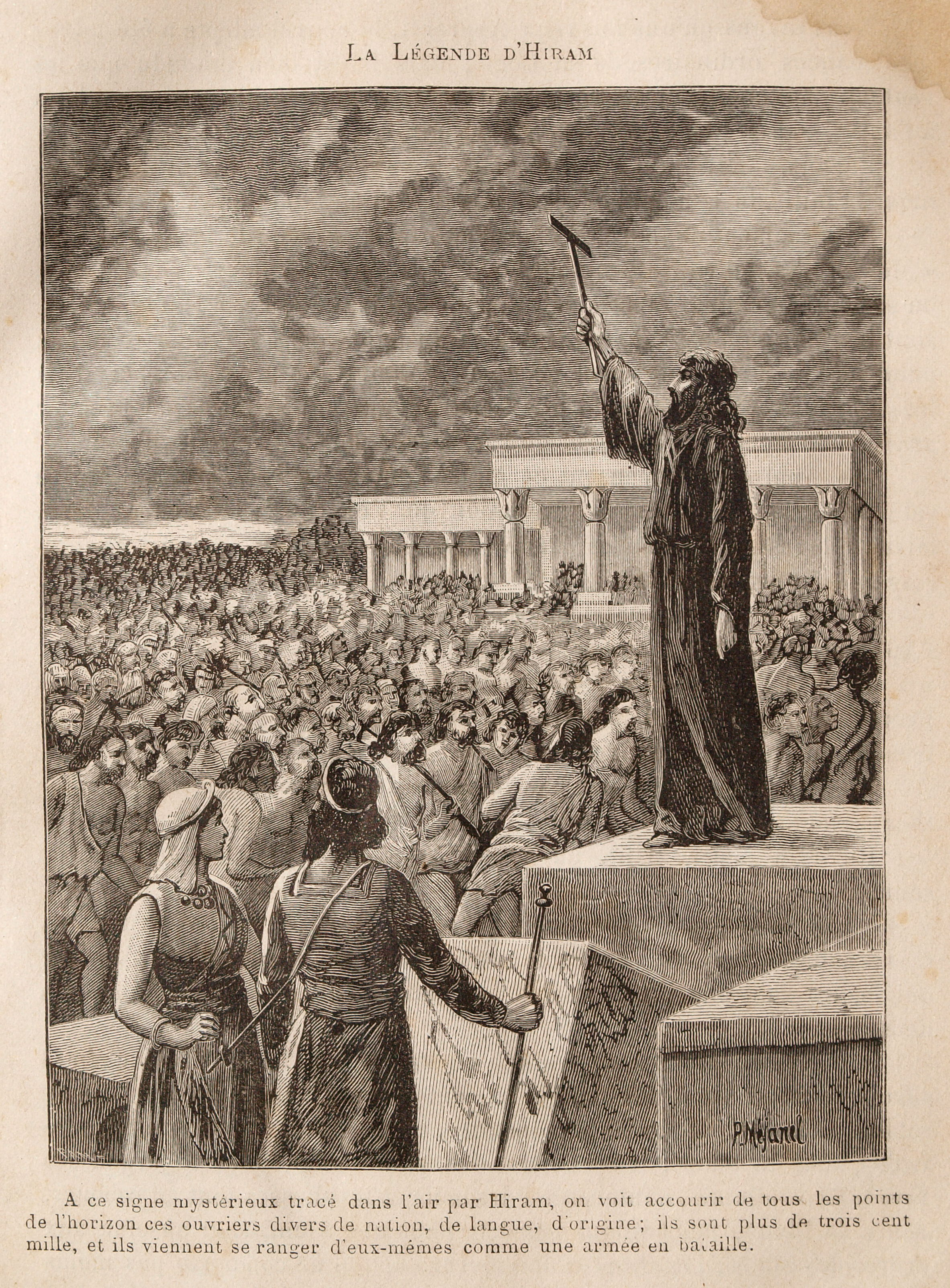
Hiram Abif

Hiram Abif är enligt frimurarnas legend den första mästaren. Han ska ha varit murarmästare och chefsarkitekt hos kung Salomo när han lät bygga Jerusalems första tempel. Det murarskrå som skötte byggandet utgjorde de första frimurarna och Hiram Abif var den ende som var invigd i de hemliga kunskaper som krävdes för att bygga templet. Tre av medlemmarna i orden försökte få honom att avslöja dessa hemligheter och när han vägrade blev han mördad. Legenden om Hiram Abifs död är en viktig del inom frimureriet och sägs vara en av anledningarna till att föremål med hänsyftning på döden används då nya medlemmar antas i en frimurarloge.

## Bibeln
Eftersom byggandet av Salomos tempel beskrivs i Bibeln har man försökt finna honom där men det omnämns ingen murarmästare eller chefsarkitekt med det namnet. Däremot omnämns tre andra Hiram vid byggandet:
- Hiram, kung av Tyros, var en kung som levererade material och manskap till byggandet. Han omnämns bland annat i Andra Krönikebokens andra kapitel. Även i frimurarnas berättelser skiljer de på den här kungen och den förste mästaren men i vissa sammanhang har de blandats ihop.
- Hiram är också en hantverkare från Tyros som i Första Kungabokens sjunde kapitel gör koppararbeten till templet. Bland annat gör han pelarna Jakin och Boas som står på var sida om entrén. Dessa pelare är centrala inom frimurerisk symbolik och man menar att de är ett arv från de obelisker som står på var sida om ingångar till forntida egyptiska tempel. Hans mor var änka och inom frimurarna brukar man benämna Hiram Abif som "änkans son".
- Det finns ytterligare en skicklig hantverkare från Tyros som skickas till bygget av Tyros kung. Denne omnämns Hiram Abi eller Huram Abi i Andra Krönikebokens andra kapitel. I King James Bible översätts det med "Hiram my master craftsman", ungefär "Hiram hantverksmästaren". Abi eller Abiff översätts också med mästare eller far.

### Översättning
Den här artikeln är helt eller delvis baserad på material från engelskspråkiga Wikipedia, Hiram Abiff, tidigare version.